# سفر سنگ
سفرِ سنگ یک فیلم سینمایی به کارگردانی، نویسندگی و تهیه‌کنندگی مسعود کیمیایی محصول سال ۱۳۵۷ است. فیلمنامهٔ سفر سنگ با نگاهی به قصه/نمایشنامه «سنگ و سرنا» از بهزاد فراهانی، نوشته شده است. اسفندیار منفردزاده مدیر تولید فیلم سفر سنگ بوده است.
طراحان پوسترهای فیلم سفر سنگ محمدعلی باطنی و فرشید مثقالی هستند. (امضای باطنی در حاشیه پوستر این مقاله دیده می‌شود)
سفر سنگ عنوان پرفروش‌ترین فیلم سال ۱۳۵۷ را به خود اختصاص داده است.

## خلاصهٔ فیلم
ارباب روستا، سال‌هاست که مالک تنها آسیاب آبادی است و مردم را استثمار می‌کند. او درضمن از ساخته‌شدن آسیابی که بتواند منافع مردم را تأمین کند جلوگیری می‌کند. مدت‌هاست که مردم روستا سنگ عظیمی را برای آسیاب تراشیده و آماده کرده‌اند، اما برای حملش ایادیِ ارباب همیشه مانع شده‌اند. بالاخره یک کولی به روستا می‌آید. ورود کولی به روستا احساسات فروخفتهٔ مردم را بیدار می‌کند؛ ولی اکثریت جرئت همراهی با او را ندارند و بی‌تفاوت با سخنانش روبه‌رو می‌شوند. کولی بااینکه طرفیتی در ماجرا ندارد، بالاخره موفق می‌شود چند تن، از جمله یک آهنگر را تهییج کند تا برای آوردن سنگ بروند. بالاخره با زحمت بسیار و رفع و رجوع توطئه‌چینی‌های ارباب، ازجمله فرستادن جاسوس به میان گروه آنان، سنگ به روستا آورده می‌شود و خودِ سنگ، خانهٔ ظلم ارباب را بر سرش ویران می‌کند.

## بازیگران
اسامی بازیگران فیلم سفر سنگ به شکل* و ترتیب نمایش در عنوان‌بندی آغازین فیلم  :
* اسامی داخل کروشه در عنوان بندی و یا پوستر درج نشده‌اند، به معنی که این بازیگران در زمان خود به این نامها شهرت داشته‌اند.
** نام اصلی اکبر معززی، علی اکبر حبیبی کیا می‌باشد و به دلایلی با فامیلی «کیا» در این فیلم معرفی شده است.
*** در عنوان‌بندی به اشتباه یا به دلایل دیگر نام احمد احمدلو آمده است.

## نمایش فیلم
فیلم «سفر سنگ» برای بار نخست در تاریخ سه‌شنبه ۶ تیر ۱۳۵۷ خورشیدی در سه سینمای کاپری، امپایر و ریولی در تهران به نمایش درآمد.

تبلیغ نمایش نخست فیلم سفر سنگ در مطبوعات ایران اثر فرشید مثقالی

. این فیلم جایگزین فیلم آمریکایی «۱۰  ثانیه تا مرگ» (به انگلیسی: Viva Knievel!) در سینما کاپری، جایگزین فیلم ایتالیایی-کانادایی «یتی: غول قرن بیستم» در سینما امپایر و جایگزین فیلم قصاب‌باشی در سینما ریولی شد
فیلم سفر سنگ، پس از حدود ۵ هفته نمایش، (۳۳ شب در امپایر، ۳۴ شب در کاپری و ۳۵ شب در ریولی) در شبهای متوالی جای خود را به ترتیب به فیلمهای جن‌گیر و این گروه خشن دادند. بعد از این، قرار بود که سفر سنگ در سینما مولن‌روژ در هفته ششم از تاریخ ۱۱ مرداد ۱۳۵۷ نمایش پیدا کند که با تعطیلی سینماها (۱۱-۱۸ مرداد) به دلیل اعتصاب سینماداران در اعتراض پایین بودن قیمت بلیطها، نمایش فیلم متوقف شد . 
بعد از بازگشایی سینماها در ۱۹ مرداد، نمایش سفر سنگ در سینما مولن‌روژ تا تاریخ ۱۲ شهریور ادامه یافت و بعد از عید فطر در تاریخ ۱۴ شهریور فیلم راز مرگ بروسلی جایگزین این فیلم در سینما مولن‌روژ شد. 
سینماها از ۳۰ مرداد تا ۵ شهریور به دلیل حادثه سینما رکس آبادان و ایام سوگواری ماه رمضان تعطیل بودند.
سفر سنگ در نهایت با فروش نزدیک به ۲ میلیون و ۷۰۰ هزار تومان در سینماهای ایران، توانست عنوان پرفروش‌ترین فیلم سال ۱۳۵۷  را کسب کند

## تولید فیلم
- محل فیلم‌برداری روستای زیاران، از توابع استان قزوین که نزدیکترین شهر به طالقان است.[۱۸]

## موسیقی فیلم
- موسقی فیلم سفر سنگ ساخته‌ی مجید انتظامی و اسماعیل واثقی (اسماعیل ماهان) است.
- در عنوان‌بندی، تبلیغات و پوستر فیلم به دلایلی نام مستعار اسماعیل ماهان برای اسماعیلی واثقی انتخاب شده بوده است[۱۹].
- موسقی فیلم سفر سنگ اولین تجربه مجید انتظامی در ساخت موسیقی فیلم است[۱۹] [۱].
- قرار بر این بود که اسفندیار منفردزاده موسیقی فیلم را نیز بسازد ولی به دلیل اختلافاتی که با کارگردان بر سر چند سکانسهای مذهبی پیدا کرد، این اتفاق نیفتاد و بعد از این، همکاری منفردزاده و کیمیایی نیز متوقف شد[۱۹].

## عوامل تولید
- کارگردان: مسعود کیمیایی
- دستیار کارگردان: محمد تراب‌نیا
- منشی صحنه: نصرت کریمی

گروه تهیه و تولید
- کارگردان: مسعود کیمیایی
- مدیر تولید: اسفندیار منفردزاده

گروه فیلم‌برداری
- مدیر فیلم‌برداری: هوشنگ بهارلو
- دستیار فیلمبردار: محمود اسکویی

تدوین: عباس گنجوی
چهره‌پرداز: فرهنگ معیری
گروه صدا در استودیو راما
- صدا گذاری: علی لطفعلی
- سرپرست گویندگان: چنگیز جلیلوند
- صداهای ویژه زمینه: فرهاد ارجمندی، علی رهایی، حسین عسگری

صحنه و دکور
- طرح و ساخت سنگ: امیرفرخ تهرانی

گروه فنی
- کاظم صادقیان، محمد شرفی، ناصر حیدری‌پور، حسین علا

## حواشی فیلم
اگر چه در عنوان‌بندی و پوسترهای فیلم، دقیقا  فیلمنامهٔ سفر سنگ از داستان «سنگ و سرنا» از بهزاد فراهانی اشاره شده ولی بهزاد فراهانی در مصاحبه‌ای این مورد را رد می‌کند: 
همکاری من با مسعود کیمیایی دروغی بیش نیست! «سفر سنگ» به هیچ عنوان برگرفته از سنگ و سورنای من نبود. سناریویی نوشته بودم با نام سنگ شکر که به کیمیایی دادم. این فیلمنامه را قرار بود ابتدا زکریا هاشمی با بازی حسین گیل، پوری بنایی و ناصر ملک‌مطیعی بسازد. رفتیم اردبیل و لوکیشن را انتخاب کردیم به تهران برگشتیم اما بنا به دلائل سیاسی داستان فیلمنامه، جلوی ساخت فیلم گرفته شد.

## جشنواره‌ها و جوایز
- مهر ۱۳۵۷: برنده پلاک طلایی از سازمان بین‌المللی کاتولیک سینما و سمعی-بصری (به اختصار OCIC)[۲۱][۲۲] در سومین جشنواره جهانی فیلم قاهره (۲۵ سپتامبر تا ۸ اکتبر) در سال ۱۹۷۸ [۲۳]
- خرداد ۱۳۵۷: در تبلیغات فیلم سفر سنگ، قسمتی با عنوان «تحسین شده در فسیتوال سینمایی کان ۱۹۷۸» چاپ شده است که در آن منتقدینی مانند جان گبیت در مجله سایت‌اند‌ساند، آلن میشل ریموند در روزنامه تریبون دوژنو، هنک وربا در مجله ورایتی ، آیریتون در مووی مارکتینگ، بولتن مجله «فیلم فرانسه»،  و نپنوز وچلی رئیس فیلمهای مولف سان رمو درباره این فیلم نقدهای مثبتی در مورد سفر سنگ نوشته بوده‌اند[۸].
- با آنکه سفر سنگ، در سی و یکمین جشنواره فیلم کن ۱۹۷۸ شرکت نداشته است ولی به نظر می‌رسد در جایی این فیلم نمایش داده شده که مورد استقبال منتقدان قرار گرفته است [نیازمند منبع] .
- ۱۳۷۱: شرکت در ششمین دوره جشنواره ادبی ـ هنری روستا [۲۳]

## نقد و بررسی
کیمیایی شامه تیزی دارد و اغلب با توجه نشان دادن به مسائل اجتماعی و سیاسی زمان خود، و تلفیق این مسائل با مایه های مردم پسند، فیلمهای موفقی ساخته است. "سفر سنگ" هنگامی ساخته شد و به نمایش درآمد که نخستین جرقه های انقلاب ۵۷ در ایران زده شده بود. این فیلم مانند همه فیلم های کیمیایی از ساخت و تکنیک خوبی برخوردار است و باز مانند بسیاری از آنها، از ضعف در فیلمنامه و شخصیت پردازی نیز رنج می برد. به علاوه که در این فیلم، جنبه های بسیار قوی شعاری در فیلم، آن را از سینما دور کرده است. سفر سنگ، تنها به عنوان یک شعار در یک مقطع خاص، ارزش زیادی دارد.